# Relaciones Eritrea-México
Las naciones de Eritrea y México establecieron relaciones diplomáticas en 1993. Ambas naciones son miembros de las Naciones Unidas.

## Historia
Eritrea y México establecieron relaciones diplomáticas el 23 de junio de 1993. Los vínculos se han desarrollado principalmente en el marco de foros multilaterales. 
En noviembre de 2010, el gobierno de Eritrea envió una delegación de tres miembros para asistir a la Conferencia de las Naciones Unidas sobre el Cambio Climático de 2010 en Cancún, México.
En 2019, varios cientos de migrantes eritreos, ingresaron a México con destino hacia la Frontera entre Estados Unidos y México. Muchos de los migrantes intentaban buscar asilo en los Estados Unidos y escapaban los abusos de los derechos humanos en Eritrea y del servicio militar obligatorio. Sin embargo, la mayoría han sido negado la entrada a los Estados Unidos y algunos eritreos han obtenido el asilo en México.

## Misiones Diplomáticas
- Eritrea está acreditado ante México a través de su embajada en Washington D. C., Estados Unidos.[5]
- México está acreditado ante Eritrea a través de su embajada en El Cairo, Egipto.[6]